# Gásadalur
Gásadalur es un poblado de la isla Vágar, en las Islas Feroe (Dinamarca).

## Etimología
La teoría más aceptada sobre el origen del nombre de Gásadalur es que significa "valle de gansos". 
Hay una leyenda que señala que el nombre significa "valle de Gæsa". De acuerdo a esta leyenda, una mujer llamada Gæsa, oriunda de Kirkjubøur, cometió el pecado de comer carne durante la cuaresma, motivo por el cual sus bienes le fueron confiscados. La mujer se recluyó en lo que hoy es Gásadalur.
Se asienta en la costa noroccidental de Vágar, en el estrecho Mykinesfjørður, que separa Vágar de Mykines. A pesar de encontrarse en la costa, se sitúa en una meseta a varios metros de altitud, colindando con el mar por medio de elevados acantilados, por lo que el acceso por vía marítima no es posible. La zona es óptima para las actividades agrícolas y la ganadería, no así para la pesca.

## Historia
Gásadalur se menciona por primera vez en un documento del siglo XIV conocido como la Hundabrævið, aunque su historia podría ser bastante anterior. Durante siglos el poblado permaneció aislado, sin contacto directo con el mar, por lo que la única vía de comunicación era a través de las montañas hasta llegar a Bøur, el poblado más cercano. En 2004 quedó terminado el túnel de Gásadalur, que une a esta localidad con Bøur.
Gásadalur formó parte del municipio de Bøur entre 1915 y 2004, cuando ambos poblados se integraron al municipio de Sørvágur

## Infraestructura

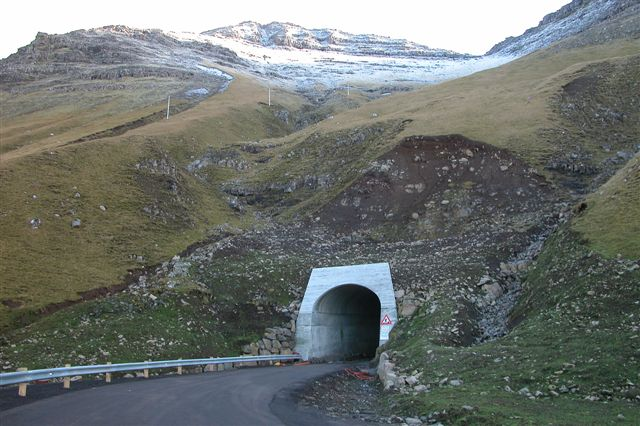
Túnel de Gásadalur en octubre de 2005

Desde 2004, gracias al túnel de Gásadalur, que permite la rápida comunicación entre este pueblo y Bøur, Gásadalur se encuentra conectado a la única carretera de Vágar, que enlaza a todos los pueblos de la isla, siendo Gásadalur el extremo occidental de dicha carretera. Hay también un servicio periódico de helicópteros que unen a Gásadalur con el aeropuerto de Vágar.
En algún momento hubo una iglesia en el pueblo, pero actualmente se acude al servicio religioso en Bøur. La escuela primaria más cercana es la de Sørvágur. La vieja escuela primaria sirve de casa comunal.
- Datos: Q226056
- Multimedia: Gásadalur / Q226056